# Europa Cup (korfbal) 2011
De Europacup korfbal 2011 was de 26e editie van dit internationale zaalkorfbaltoernooi.

## Deelnemers

### Poule A
| Club          | Plaats           | Poule |
| ------------- | ---------------- | ----- |
| Koog Zaandijk | Koog aan de Zaan | A     |
| Adler Rauxel  | Castrop-Rauxel   | A     |
| Vacarisses    | Barcelona        | A     |
| Trojans KC    | Croydon          | A     |

### Poule B
| Club                 | Plaats                       | Poule |
| -------------------- | ---------------------------- | ----- |
| Scaldis              | Antwerpen                    | B     |
| CC Oeiras            | Oeiras e São Julião da Barra | B     |
| KCC České Budějovice | České Budějovice             | B     |
| Szentendre           | Boedapest                    | B     |

## Poulefase Wedstrijden

### Poule A
| Thuisploeg    |   | Uitploeg     | Uitslag |
| ------------- | - | ------------ | ------- |
| Koog Zaandijk | - | Adler Rauxel | 27-13   |
| Vacarisses    | - | Trojans      | 17-19   |
| Trojans       | - | Adler Rauxel | 26-21   |
| Koog Zaandijk | - | Vacarisses   | 36-9    |
| Koog Zaandijk | - | Trojans      | 31-10   |
| Vacarisses    | - | Adler Rauxel | 19-22   |

### Poule B
| Thuisploeg |   | Uitploeg         | Uitslag |
| ---------- | - | ---------------- | ------- |
| Szentendre | - | Oeiras           | 16-14   |
| Scaldis    | - | České Budějovice | 37-17   |
| Scaldis    | - | Oeiras           | 22-6    |
| Szentendre | - | České Budějovice | 12-18   |
| Oeiras     | - | České Budějovice | 15-19   |
| Szentendre | - | Scaldis          | 6-26    |

## Finales
| 7e&8e plaats |            |    |
|              |            |    |
| A4           | Vacarisses | 15 |
| B4           | Oeiras     | 19 |

| 5e&6e plaats |              |    |
|              |              |    |
| A3           | Adler Rauxel | 12 |
| B3           | Szentendre   | 23 |

| 3e&4e plaats |                  |    |
|              |                  |    |
| A2           | Trojans          | 18 |
| B2           | České Budějovice | 19 |

| Finale |               |    |
|        |               |    |
| A1     | Koog Zaandijk | 33 |
| B1     | Scaldis       | 23 |

| Kampioen EuropaCup 2011    |
| -------------------------- |
| Koog Zaandijk Tweede titel |

## Eindklassement
| Positie | Club             |
| ------- | ---------------- |
| Goud    | Koog Zaandijk    |
| Zilver  | Scaldis          |
| Brons   | České Budějovice |
| 4       | Trojans          |
| 5       | Szentendre       |
| 6       | Adler Rauxel     |
| 7       | Oeiras           |
| 8       | Vacarisses       |